# Zayn Malik
Zain Javadd „Zayn“ Malik (* 12. ledna 1993 Bradford, Anglie) je anglický zpěvák a skladatel, v letech 2010–2015 člen skupiny One Direction.

## Biografie
Jeho otec Yaser je pákistánský Brit, matka Trisha je Angličanka. Má tři sestry, které se jmenují Doniya, Waliyha a Safaa. Vyrůstal v bradfordské čtvrti East Bowling a navštěvoval zde Lower Fields Primary School. Přestoupil však na státní školu Tong High School. Má rád současnou městskou hudbu, vyrůstal na R&B a rapu. Jeho idolem je Bruno Mars.
Na jaře 2010 se přihlásil do sedmé řady pěvecké televizní soutěže The X Factor. Na konkurzu zpíval písničku „Let Me Love You“ od Maria, ovšem neuspěl. Porotkyně Nicole Scherzinger navrhla, aby se čtyřmi dalšími účastníky pořadu vytvořil dohromady chlapeckou kapelu, která se kvalifikovala do kategorie skupin a pro kterou Harry Styles vymyslel jméno One Direction. Od té doby s ní vydal čtyři studiová alba, absolvoval několik turné a získal mnoho ocenění, včetně BRIT Awards a MTV Video Music Awards. Jejich první singl „What Makes You Beautiful“ se v hitparádě UK Singles Chart umístil na první příčce a od té doby se jej prodalo po celém světě více než 5 miliónů kopií, což ho řadí mezi nejprodávanější singly všech dob. V březnu 2015 oznámil svůj odchod ze skupiny One Direction a o několik měsíců později podepsal vlastní nahrávací smlouvu s RCA Records.

## Osobní život
Od srpna 2013 do srpna 2015 byl zasnoubený se zpěvačkou Perrie Edwards ze skupiny Little Mix. V letech 2015–2018 měl vztah s modelkou Gigi Hadid, k níž se vrátil roku 2019. V dubnu 2020 Gigi Hadid potvrdila, že čeká s Malikem dítě. Jejich dcera Khai se narodila v září 2020. V říjnu 2021 se dvojice rozešla.

## Diskografie
- Mind of Mine (2016)
- Icarus Falls (2018)
- Nobody Is Listening (2021)
- Room Under the Stairs (2024)